# Річкова долина

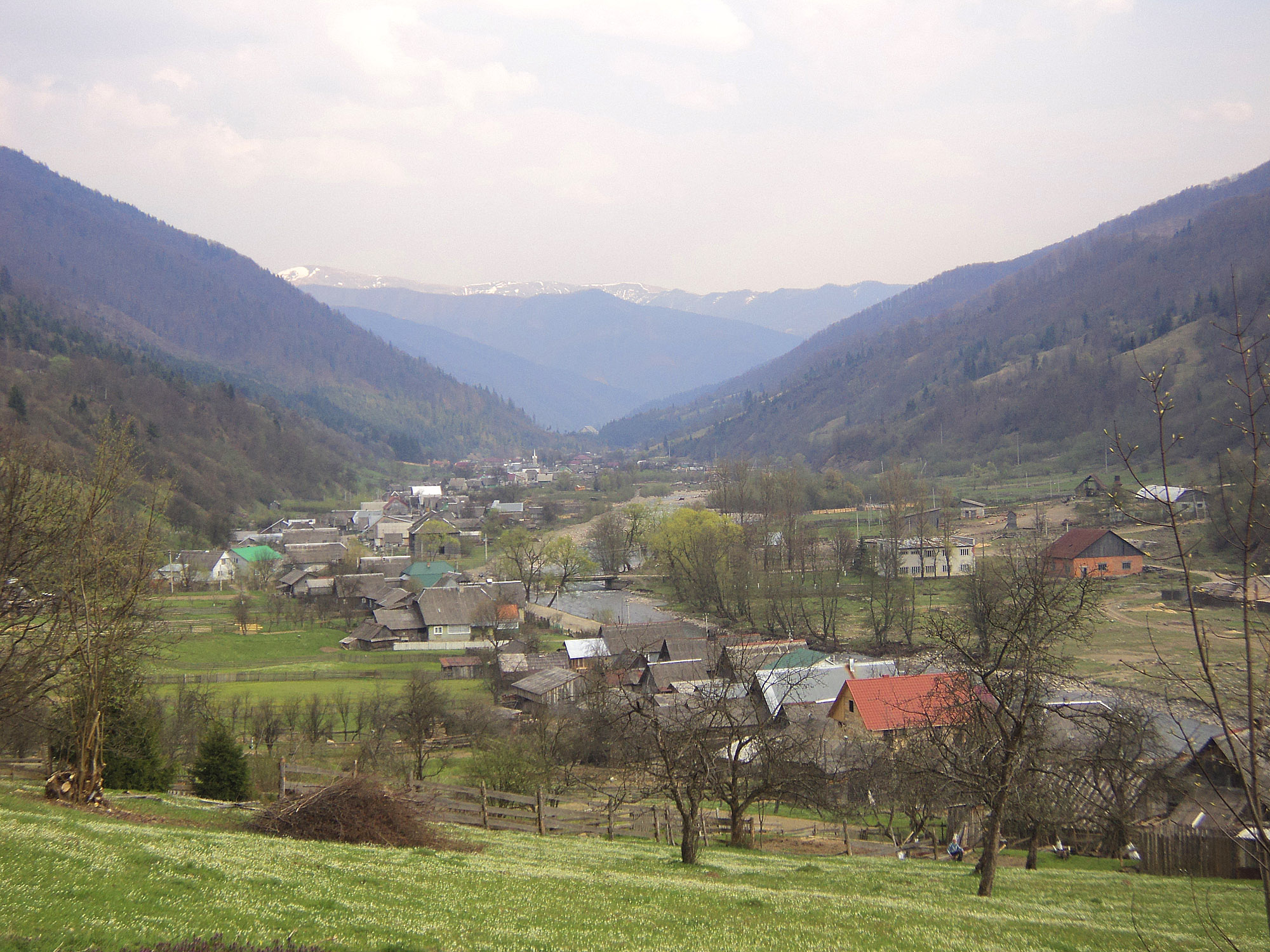
Долина річки Мокрянки (Українські Карпати)

Річкова́ доли́на — лінійно витягнута від'ємна форма рельєфу, утворена дією постійного водотоку. Розмір такої долини залежать від водності річки, яка визначається площею та особливостями басейну.

## Характеристика
Розрізняють головні й бокові долини, які разом утворюють систему долин кількох порядків. У плані річкові долини найчастіше мають звивисту форму, їм властиве поступове розширення від верхів'їв до пониззя або чергування розширених та вузьких ділянок.

## Походження
На походження і розвиток річкових долин суттєве значення мають екзогенні та ендогенні чинники. Залежно від того, який чинник переважає розрізняють:
- ерозійні — утворені діяльністю текучих вод;
- тектонічні — на формуванні яких впливала тектоніка (горотворні процеси);
- вулканічні — на структуру впливали вулканічні процеси;
- льодовикові — на формування яких впливали льодовики.

Скидова долина - річкова долина, розташована вздовж лінії скиду. Один з видів тектонічних долин.

## Будова
Основними компонентами річкової долини є:
Дно або ложе долини – найбільш понижена її частина.
Тальвег – безперервно звивиста лінія, що з'єднує найглибші відмітки донного ложа.
Русло - частина дна долини, по якій стікає вода, витягнута за уклоном долини заглибина, вироблена річковою ерозією.
Заплава - частина дна долини, яка заповнюється високими річковими водами під час водопілля та паводків.
Схили – підвищені ділянки суші, які обмежують з боків дно долини і мають нахил до русла річки. Поверхня схилів може перетинатися ярами, балками, формування яких залежить від типу ґрунтів, рослинності та крутості схилів.
Тераси – горизонтальні або нахилені ділянки, розташовані уступом в межах дна та схилів річкової долини.
Бровка – лінія сполучення схилів долини з поверхнею прилеглої місцевості.

## Профіль долини

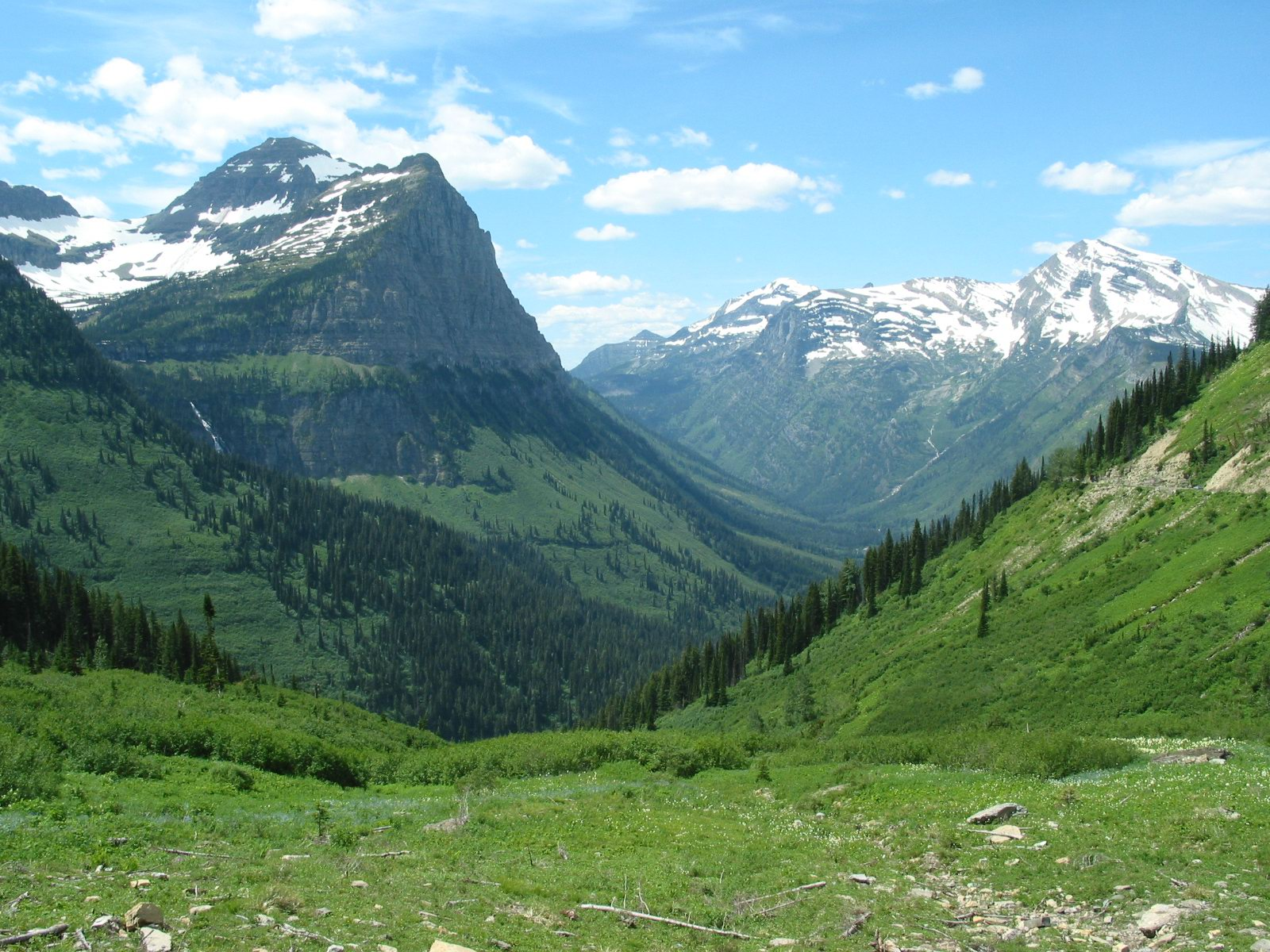
U-подібна долина в Національному парку Глейшер, Монтана, США

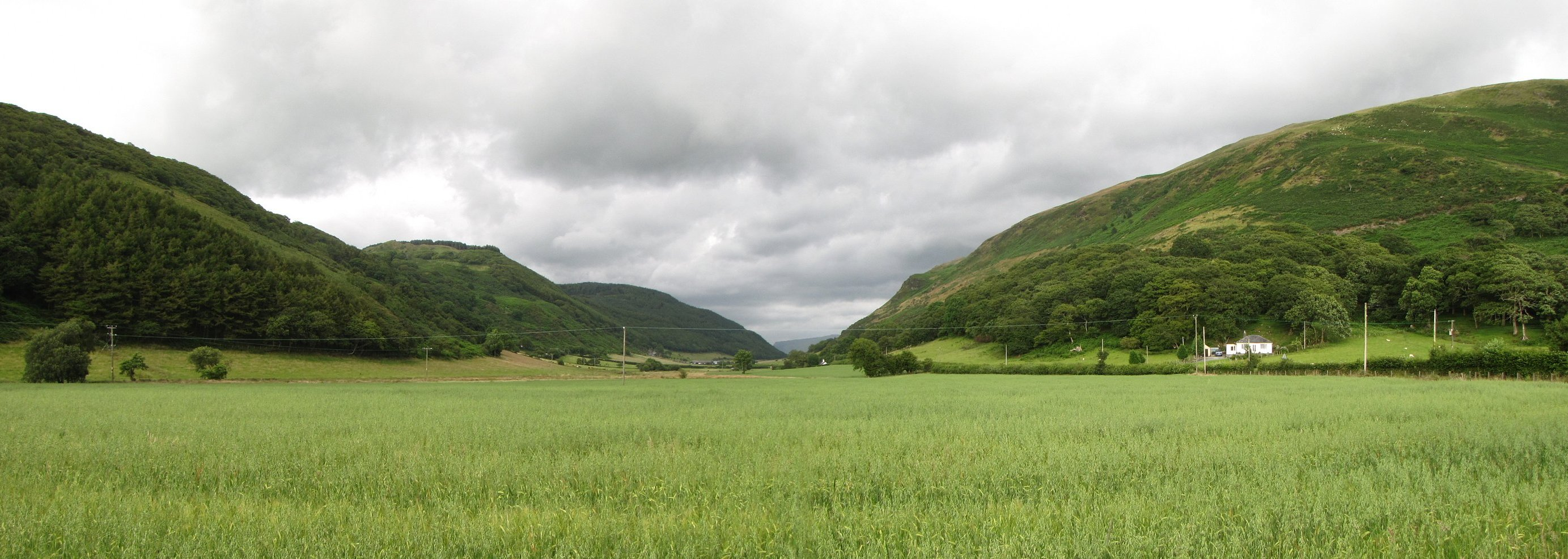
U-подібна долина на річці Афон Фатью поблизу Долгоча, Уельс

В природі майже не буває річкових долин з чітко вираженим профілем. Він змінюється через обвали, обсипання, зумовлені ерозійною діяльністю текучої води. Один тип річкової долини зазвичай переходить в інший і річкова долина однієї річки на всій протяжності може мати різні профілі.
Залежно від профілю поперечного розрізу розрізняють такі річкові долини:
- тіснина (ущелина) — глибокі та вузькі гірські долини зі скелястими, опуклими схилами, крутість яких донизу збільшується;
- каньйон — глибокі долини з дуже крутими схилами і порівняно вузьким дном, поширені в передгір'ях та горах;
- V-подібна — глибокі та вузькі долини з прямовисними схилами; дно долини повністю залите водою, зустрічаються в гірських районах;
- U-подібна — долина широка і глибока, днище широке вироблене потужними потоками, схили 20-250;
- ящикоподібна (коритоподібна) — з вигнутими схилами, крутість яких до дна зменшується, профіль долини формується діяльністю льодовика в гірських районах;
- терасова (трапецієподібна) — широкі долини з прямими або опуклими пологими схилами (це характерна форма у рівнинних умовах);Плоска долина в Східній Ісландії

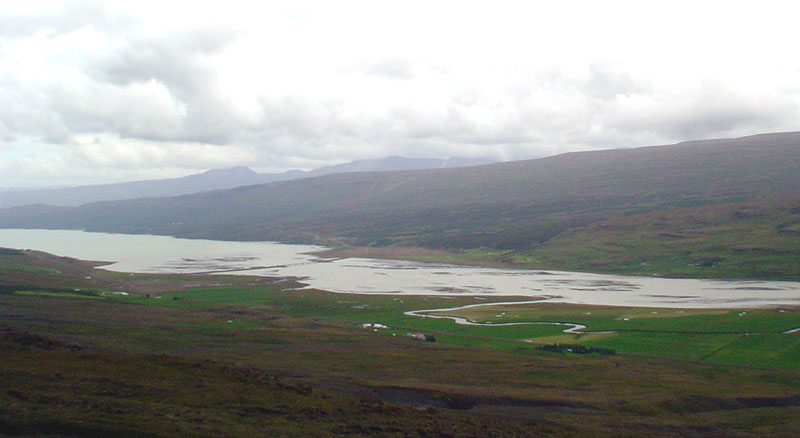
Плоска долина в Східній Ісландії

- жолобоподібна (слабовиражена) — долина і днище широкі, схили рівні й пологі, зустрічається на рівнинах.

Річкові долини на території України мають різні типи поперечного профілю. Це залежить від складного взаємовпливу ерозійної та акумулюючої діяльності водотоків, ендогенних процесів, літології гірських порід тощо.

## Морфометричні показники
Морфометричними показниками долини є її ширина, довжина, глибина врізу, висота та ширина терас, нахили схилів і дна, висота та ширина заплави, морфометричні характеристики руел.